# Ádám Jávorkai

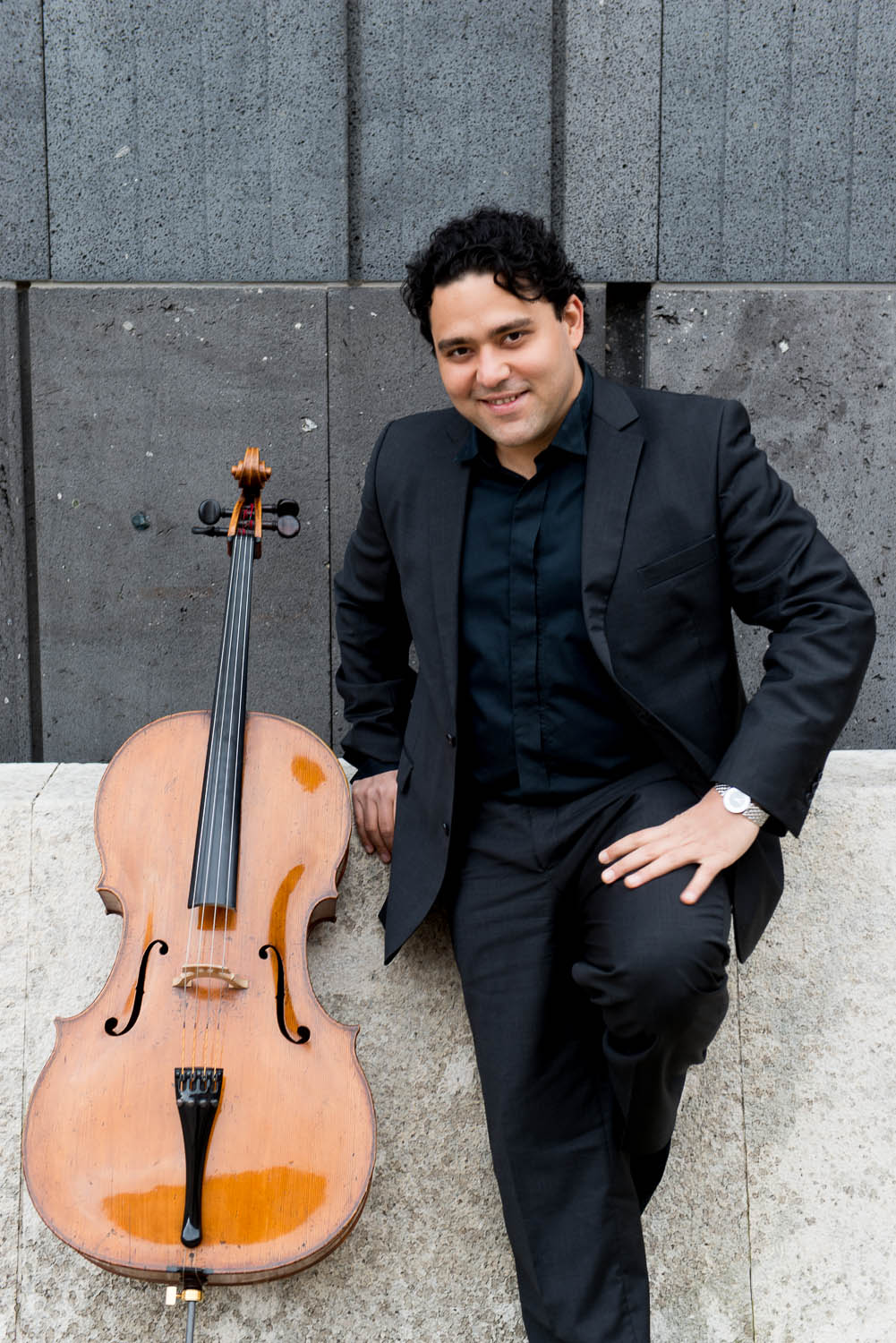
Ádám Jávorkai (2014)

Ádám Jávorkai (* 1977 in Győr) ist ein ungarischer Cellist.

## Werdegang
Ádám Jávorkai besuchte das Hans-Richter-Konservatorium seiner Heimatstadt und das Béla-Bartók-Konservatorium in Budapest. Danach studierte er an der Universität für Musik und darstellende Kunst in Wien in den Klassen von Angelika May und Reinhard Latzko. Danach besuchte er Meisterkurse bei Miklós Perényi, Ina-Esther Joost, Tobias Kühne, Ferenc Rados und Anner Bylsma. Jávorkai war Stipendiat der Annie-Fischer-Stiftung in Budapest, des Herbert-von-Karajan-Centrum Wien und der Nippon Foundation, Tokio.
Jávorkai war Vertreter Österreichs beim Internationalen Jeunesse-Festival 2005 in Brüssel sowie beim EU-Musikfestival in Warschau anlässlich der EU-Osterweiterung. 2003 folgte er einer Einladung der Tokyo Foundation und nahm als Repräsentant der Wiener Musikuniversität am Sylff Africa/Europe Regional Forum 2003 in Kairo teil.
Weiters konzertierte er in der Tokyo Opera City, der „Verbotenen Stadt“, Beijing, der Suntory Hall, Tokio, im Wiener Musikverein, Wiener Konzerthaus, Berliner Konzerthaus, beim Schleswig-Holstein Festival, in der Neuen Philharmonie Luxemburg, bei den Settimane musicali al Teatro Olimpico in Vicenza, beim Chopin Festival Gaming, Varna Summer Festival, an der Liszt-Akademie Budapest, im Museum der schönen Künste Budapest.

## Auszeichnungen
Jávorkai gewann als Jugendlicher von 1991 an drei Jahre in Folge den ungarischen Emil-Vajda-Streichinstrumente-Wettbewerb sowie 1990, 1993 und 1996 jeweils den 1. Preis des Nationalen Cellowettbewerbs in Ungarn. 1998 erhielt er den Bohuslav-Martinů-Preis der Internationalen Sommerakademie Prag-Wien-Budapest und 2000 die Anerkennungspreise „Cellist des Jahres“ sowie „Bester Interpret slowenischer Kompositionen“, vergeben vom Verein der Slowenischen Komponisten. 2002 wurde er mit dem Bartók-Preis in Semmering, Österreich, ausgezeichnet, 2003 mit dem Kodály-Preis für das Duo mit Sándor Jávorkai, Österreich. 2008 erhielt er im Duo mit Clara Biermasz den 1. Preis beim internationalen Wettbewerb „Premio Città di Padova“, Italien, Kategorie: Kammermusik, und wurde ebendort gemeinsam mit Clara Biermasz als Gesamtgewinner aller Kategorien mit dem Primo Premio assoluto ausgezeichnet. Im selben Jahr gewann er den 1. Preis bei „Soloist and Orchestra“, Italien. 2009 wurden Sándor und Ádám Jávorkai von Jeunesse und Bank Austria gemeinsam als „Artist of the Year“ ausgezeichnet.

## Ehrenmitgliedschaft
2014 wurde ihm für seine Arbeit gegen Diskriminierung und für Völkerverständigung von Baruch Tenembaum die Ehrenmitgliedschaft der Raoul-Wallenberg-Foundation verliehen. 

## Diskographie
- 2002: P. I. Tchaikovsky: Rococo Variations Op. 33 (Harmónia, HCD 222)[2]
- 2009: A. Dvořák: Concerto for Cello op. 104 (Gramola 98865)
- 2010: Once Upon A Time In America (ALES 5031)
- 2011: B. Bartók, Z. Kodály: Duos for Violin and Cello (Gramola 98916).
- 2013: W. A. Mozart: String Quartets (Gramola 99000)
- 2014: J. Brahms, E. Grieg: Cello Sonatas (Gramola 99034)